# 日本障害者歯科学会
一般社団法人日本障害者歯科学会（いっぱんしゃだんほうじんにほんしょうがいしゃしかがっかい、Japan Society for Disability and Oral Health;JSDH）とは、障害者歯科学を中心とした学問を取り扱う専門学術団体の一つである。日本歯科医学会の専門分科会。

## 概要
1973年に日本心身障害児者歯科医療研究会として設立。1984年に日本障害者歯科学会と名称変更をおこなった。2008年9月30日現在で会員数4,282名2011年現在、理事長は向井美惠

## 総会
- 年1回

## 本部事務局
- 〒170-0003　豊島区駒込1-43-9 駒込TSビル4F 財団法人口腔保健協会内

## 学会誌
- 『障害者歯科』年4回発刊 ISSN 0913-1663

## 専門認定
- 歯科医師
  - 日本障害者歯科学会認定医;2011年2月5日現在829名[4]
  - 日本障害者歯科学会指導医;2011年2月5日現在91名[4]
  - 日本障害者歯科学会名誉指導医・名誉認定医;2011年2月5日現在7名[4]
- 歯科衛生士
  - 障害者歯科認定歯科衛生士 2011年2月5日現在 229名 [5]
  - 障害者歯科指導歯科衛生士 2011年2月5日現在 68名 [5]

臨床経験施設;2011年2月5日現在141施設

## 大会等
| 年     | 月日              | 名称                                                        | 会長               | 会場                                   | テーマ                                                                       | 参加者数  | 備考                         |
| ------ | ----------------- | ----------------------------------------------------------- | ------------------ | -------------------------------------- | ---------------------------------------------------------------------------- | --------- | ---------------------------- |
| 1973年 | 9月24日           | 第1回日本障害者歯科研究会                                   | 上原進             | 全国心身障害児福祉財団                 |                                                                              |           | [ 6 ]                        |
| 1974年 | 7月13日           | 第2回日本障害者歯科研究会                                   | 上原進             | 全国心身障害児福祉財団                 |                                                                              |           | [ 6 ]                        |
| 1975年 | 11月22日          | 第3回日本障害者歯科研究会                                   | 酒井信明           | 横須賀口腔保健センター                 |                                                                              |           | [ 6 ]                        |
| 1976年 | 11月20日          | 第4回日本障害者歯科研究会                                   | 杉野昌太郎         | 愛知コロニー                           |                                                                              |           | [ 6 ]                        |
| 1977年 | 11月26日～27日    | 第5回日本障害者歯科研究会                                   | 上原進             | 千葉県厚生年金休暇センター             |                                                                              |           | [ 6 ]                        |
| 1978年 | 11月18日～19日    | 第6回日本障害者歯科研究会                                   | 京都府歯科医師会長 | 京都府歯科医師会                       |                                                                              |           | [ 6 ]                        |
| 1979年 | 12月15日～16日    | 第7回日本障害者歯科研究会                                   | 上原進             | 日本青年館                             |                                                                              |           | [ 6 ]                        |
| 1980年 | 11月15日～16日    | 第8回日本障害者歯科研究会                                   | 梶谷晃             | 大阪府歯科医師会館                     |                                                                              |           | [ 6 ]                        |
| 1981年 | 11月20日～21日    | 第9回日本障害者歯科研究会                                   | 池田正一           | 横浜市産業貿易センター                 |                                                                              |           | [ 6 ]                        |
| 1982年 | 10月22日～23日    | 第10回日本障害者歯科研究会                                  | 赤坂庸子           | 自治医科大学                           |                                                                              |           | [ 6 ]                        |
| 1983年 | 9月23日～24日     | 第11回日本障害者歯科研究会                                  | 笠原浩             | 松本歯科大学                           |                                                                              |           | [ 6 ]                        |
| 1984年 | 11月9日～10日     | 第1回日本障害者歯科学会 総会および学術大会                  | 上原進             | 千葉県医療センター                     |                                                                              |           | [ 6 ]                        |
| 1985年 | 11月23日～24日    | 第2回日本障害者歯科学会 総会および学術大会                  | 糸山昇             | 愛知県産業貿易館                       |                                                                              |           | [ 6 ]                        |
| 1986年 | 11月1日～2日      | 第3回日本障害者歯科学会 総会および学術大会                  | 下岡正八           | 日本歯科大学新潟歯学部                 |                                                                              |           | [ 6 ]                        |
| 1987年 | 11月14日～15日    | 第4回日本障害者歯科学会 総会および学術大会                  | 酒井信明           | 神奈川歯科大学                         |                                                                              |           | [ 6 ]                        |
| 1988年 | 10月8日～9日      | 第5回日本障害者歯科学会 総会および学術大会                  | 五十嵐清治         | 札幌市教育文化会館                     |                                                                              |           | [ 6 ]                        |
| 1989年 | 11月25日～26日    | 第6回日本障害者歯科学会 総会および学術大会                  | 多田丞             | 国立京都国際会館                       |                                                                              |           | [ 6 ]                        |
| 1990年 | 11月23日～24日    | 第7回日本障害者歯科学会 総会および学術大会                  | 菊池進             | 新歯科医師会館、日本歯科大学           |                                                                              |           | [ 6 ]                        |
| 1991年 | 11月16日～17日    | 第8回日本障害者歯科学会 総会および学術大会                  | 浜田泰三           | 広島県民文化センター                   |                                                                              |           | [ 6 ]                        |
| 1992年 | 11月14日～15日    | 第9回日本障害者歯科学会 総会および学術大会                  | 大山喬史           | 国立教育会館                           |                                                                              |           | [ 6 ]                        |
| 1993年 | 10月30日～31日    | 第10回日本障害者歯科学会 総会および学術大会                 | 笠原浩             | 松本歯科大学                           |                                                                              |           | [ 6 ]                        |
| 1994年 | 11月23日～24日    | 第11回日本障害者歯科学会 総会および学術大会                 | 加藤増夫           | 横浜市市民文化会館                     |                                                                              |           | [ 6 ]                        |
| 1995年 | 11月3日～4日      | 第12回日本障害者歯科学会 総会および学術大会                 | 塚本末廣           | 福岡県立福岡勤労青少年文化センター     |                                                                              |           | [ 6 ]                        |
| 1996年 | 10月18日～19日    | 第13回日本障害者歯科学会 総会および学術大会                 | 竹花一             | 大阪国際交流センター                   |                                                                              |           | [ 6 ]                        |
| 1997年 | 9月27日～28日     | 第14回日本障害者歯科学会 総会および学術大会                 | 山口敏雄           | 奥羽大学                               |                                                                              |           | [ 6 ]                        |
| 1998年 | 9月4日～6日       | 第15回日本障害者歯科学会 総会および学術大会                 | 池田正一           | 横浜国際平和会議場                     |                                                                              |           | 第14回国際障害者歯科学会併設 |
| 1999年 | 10月23日～24日    | 第16回日本障害者歯科学会 総会および学術大会                 | 西野瑞穂           | 徳島大学                               |                                                                              |           | [ 6 ]                        |
| 2000年 | 10月14日～15日    | 第17回日本障害者歯科学会 総会および学術大会                 | 金子譲             | 東京歯科大学                           |                                                                              |           | [ 6 ]                        |
| 2001年 | 12月7日～8日      | 第18回日本障害者歯科学会 総会および学術大会                 | 喜屋武満           | 沖縄コンベンションセンター             |                                                                              |           | [ 6 ]                        |
| 2002年 | 10月18日～19日    | 第19回日本障害者歯科学会 総会および学術大会                 | 小口春久           | 京王プラザホテル札幌                   |                                                                              |           | [ 6 ]                        |
| 2003年 | 10月18日～19日    | 第20回日本障害者歯科学会 総会および学術大会                 | 貝塚雅信           | 文京シビックセンター                   |                                                                              |           | [ 6 ]                        |
| 2004年 | 11月13日～14日    | 第21回日本障害者歯科学会 総会および学術大会                 | 大東道治           | 大阪歯科大学                           |                                                                              |           | [ 6 ]                        |
| 2005年 | 10月15日～16日    | 第22回日本障害者歯科学会 総会および学術大会                 | 三塚憲二           | アピオ甲府                             | 地域における障害者の医療・保健・福祉の連携～歯科からの発信～                 | 1,900名超 | [ 7 ]                        |
| 2006年 | 10月20日～21日    | 第23回日本障害者歯科学会 総会および学術大会                 | 齋藤峻             | 仙台国際センター                       | 杜の都で語ろう、築こう！ 共生と療育を                                        |           | [ 8 ]                        |
| 2007年 | 11月24日～25日    | 第24回日本障害者歯科学会 総会および学術大会                 | 道津剛佑           | 長崎ブリックホール、長崎新聞文化ホール | 口を育み、食を育み、そして心を育もう！～医学発祥の地 長崎から 新しい潮流を～ |           | [ 9 ] [ 10 ]                 |
| 2008年 | 10月30日～11月1日 | 第25回有限責任中間法人日本障害者歯科学会 総会および学術大会 | 向井美惠           | きゅりあん                             | 障害者歯科の近未来―チーム医療と国際連携―                                     | 2,000名超 | [ 11 ] [ 12 ]                |
| 2009年 | 10月30日～11月1日 | 第26回一般社団法人日本障害者歯科学会 総会および学術大会     | 石黒光             | 名古屋国際会議場                       | 地域での生活支援の口腔メンテナンスを                                         | 2,000名超 | [ 13 ] [ 14 ]                |
| 2010年 | 10月23日～24日    | 第27回一般社団法人日本障害者歯科学会 総会および学術大会     | 植松宏             | タワーホール船堀                       | 高齢社会における障害者歯科医療                                               |           | [ 15 ] [ 16 ]                |
| 2011年 | 11月4日～6日      | 第28回一般社団法人日本障害者歯科学会 総会および学術大会     | 緒方克也           | 福岡国際会議場                         | 医療と福祉のコラボレーション                                                 |           | [ 17 ]                       |
| 2012年 | 9月28日～30日     | 第29回一般社団法人日本障害者歯科学会 総会および学術大会     | 木下憲治           | 札幌コンベンションセンター             | 広域医療における障害者歯科ネットワークの構築                                 |           | [ 18 ] [ 19 ]                |
| 2013年 | 10月11日～13日    | 第30回一般社団法人日本障害者歯科学会 総会および学術大会     | 森崎市治郎         | 神戸国際展示場                         | スペシャルニーズと歯科保健 -原点に そして未来へ-                             |           | [ 20 ]                       |

## 加盟団体
- 日本歯科医学会
- 日本歯学系学会協議会